# 菅原麗子
菅原 麗子（すがはら れいこ、Suganosuke Reichel、1983年3月21日 - ）は、日本の実業家。ジュエリーデザイナーやホイップ・アーティト・アートディレクターとしても活動している。

## 人物
身長 157 cm。東京都出身。順心女子学園高等学校、玉川大学国際経営学部卒業。
化粧品会社Bijou Factoryを起業、アドバイザー（顧問）及びCMO（最高広報責任者）。ジュエリーブランドBijou de MojoCEO及びCMO。NPO日本スマイルメイク協会、NPO Smile Project（Action for Fukushima）の理事長。
玉川大学経営学部の特別講師や、沖縄県のデザイン専門学校I.D.Aの特別講師を務めている。
長兄はB-DASHのGONGON、次兄は漫画家のSOTA、父は歌手のすがはらやすのり、母は菅原明子。また、父の従妹にTBSアナウンサーの長峰由紀がいる。

## 活動

### 1999年
- 兄SOTAの漫画「みんなのトニオちゃん」、B-DASHのメインアイコンキャラ「トニオちゃん」の主役トニオちゃんの声優を担当。

### 2002年
- 父すがはらやすのり「片想い 〜One-way Love〜」のPVヒロイン役。

### 2003年
- ニッポン放送系の深夜放送、「オールナイトニッポン」（木曜深夜25:00-27:00）にて、兄の所属するB-DASH特集番組の際に、2回メインパーソナリティー（進行役）をトニオちゃんの声優として務める。

### 2005年
- アメリカ留学中、ニューヨークとカリフォルニアにて化粧品のマーケティングリサーチを行う。

### 2006年
- 玉川大学国際経営学部卒業。
- 大学卒業と同時に、オリジナルコスメメーカー（株）Bijou Factoryを企業

### 2007年
- ニンテンドーDSの「くるポト」のCMのメイン声優を担当。

### 2008年
- 女性ファッション誌「Domino」（サウンドデザイナー出版）のメインモデル、同誌のモデル審査員、シニアアドバイザーを務める。
- 雑誌「SPK」（日本ジャーナル出版）にて、美容コラムとイラストを連載。
- 楽天ソムリエの美容研究家として、美容コラムを連載。
- A-ZERO(双葉社)にて兄菅原そうたの連載漫画「未知次元」のアシスタントを務める。
- 大石昌良「ほのかてらす」（コロムビアミュージックエンタテインメント）のPVヒロイン役。

### 2009年
- アメリカ、ハリウッドのメイクスクール「Last looks make up academy」にて、アシュリーピーターソンの指導を受け「Beauty Makeup」コース修了。
- サイゾーウーマンにて、美容コラムを連載。
- メイク・ネイル・ヘアメイクを福祉施設にて実施する活動家として、NGO日本スマイルメイク協会の理事に就任。
- 5月9日をメイク（May 9）の日の記念日とし、日本記念日協会に申請。その後、記念日承認される。
- 老人介護施設やケアハウス等の福祉施設にて、チャリティーメイク活動を実施。

### 2010年
- 日本スマイルメイク協会のスマイルメイクアップスクールを設立。
- 自身の熱狂的なすき家好き！満載のラジオトークによって、すき家が事業展開している株式会社ゼンショー、広報部公認の初のディスクジョッキーになる。
- ジュエリーデザイナー「Reichel」として自身のジュエリーブランド Bijou de Mojoを立ち上げる。
- （株）バージンダイヤモンド銀座・（株）アクアジュエリーにて、スペシャルジュエリーデザイナーとしてオリジナル限定モデルGros Bisouのディレクターも務める。
- 2010年、イタリア、フィレンツェのジュエリーアートスクール「Roma italia」にて、シルバーを使ったジュエリーを製作する「Advanced Jewelry designer」コース修了。
- 2010年、東京、フィレンツェ、ローマのクラブのイベントにスペシャルゲストとして登場。音、歌詞のイメージとシンクロさせて、その場でワイヤージュエリーを作る、オリジナルワイヤーパフォーマンスを行う。
- 2010年、浅井企画に文化人タレントとして所属。

### 2011年
- 浅井企画を正式に辞めた。
- 香港、マカオ、ベネチアンのクラブにて、ワイヤ-パフォーマンスを行う。
- 東日本大震災ボランティア活動団体NGOSmile Project〜Action for Fukushima〜を設立。
- 日経WOMANの特集掲載「心を動かす最高の言葉」でインタビュー形式で出演掲載[1]。
- メイク（May9）の日に、支援活動の一環として、福島県南相馬市の避難所を巡りチャリティーメイクを行う。
- 卒業した玉川大学の経営学部講師に就任。
- 福島県南相馬市桜井勝延市長より、支援活動における貢献・功績に対する「特別感謝状」を授与される。
- 福島県飯舘村菅野典雄村長より、飯舘村への支援活動・救援物資活動に対する、「特別感謝状」を授与される。
- 茨城県高萩市草間吉夫市長より、高萩市への救援物資活動に対する、「特別感謝状」を授与される。
- 沖縄県のKBCGACUENGROUPのデザイン専門学校I.D.Aの特別講師に就任。ファッションビジネス科などの学科の特別講師を務める。
- マカオ・ベネチアンのクラブにて、ハロウィンイベントに「ジュエリーワイヤーパフォーマー」としてゲスト出演。
- コンペティションを企画し、イベントを開催。コンペティション「コンペティなのダ！HP」のオフィシャルサイトを作成。このコンベンションでは、自らがコンペティターとして参加する。
- 東日本大震災の津波で被害を受けた宮城県石巻市の成人式の出席者に、支援活動の一環でスマイルメイクプロジェクトを行い、毎日新聞、読売新聞に掲載される。

### 2012年
- 講演依頼.comに登録[2]。
- 自身の立ち上げた化粧品会社Bijou Factoryのシニア・アドバイザー（顧問）に就任。
- 例年、5月9日（メイクの日）の活動である、ボランティアメイク（スマイルメイク活動）を、福島県相馬市大野台にある仮設住宅で行う。
- スマイルメイク活動を徳島新聞が、特集掲載する。
- 古物商ライセンスを取得。
- 自身の立ち上げたジュエリーブランドBijou de Mojoを法人化。代表取締役に就任。
- 2012年タイ・バンコクのJewelry Trade Center にある「NOBU Jewelry school 」にて、宝石研磨職人の赤池紳弘（GIA・GG）の特別指導を受け、「宝石鑑別上級コース」及び、「ダイアモンド＆ジュエリーコース」を修了。

### 2013年
- 自身のジュエリーブランド、株式会社ビジュ・デ・モジョのロサンゼルス、サンタモニカ支部のBijou de Mojoプロジェクトチームとして、Suganosuke Reichelエージェンシーを設立。ジュエリーアーティストとして参加。
- Suganosuke Reichel CEOとして設立しBijou de MojoのCEO兼CMOに就任。

### 2015年
- 自身の親交のある、ファッション・デザイナーHenry Duarteのダウンタウンにあるアトリエにてジュエリーをメインとしたショールーム「Drop City」に自身のブランドBijou de Mojoのアートジュエリーを、LAにて親交のあるデザイナーRandeestin-nicolasの洋服や靴等と共に展示を3日間行う。
- 代々木体育館で行われるRooms31にてファッションディレクターIgarashi Linda Wataruと共に、『Suganosuke Reichel』のデコレーション作品をRooms初のアーティスト・キャラクターメインブースにて展示する。[3]
- ファッション雑誌 装苑2015年2月号にて、rooms31でのSuganosuke Reichelの記事が掲載される。
- Henry Duarteのダウンタウンにあるアトリエにて、自身の手掛けるワイヤー・アートジュエリーを、2017年から2018年に展示する事が決定。
- Suganosuke Reichelの作品の短編映像作品が、映像監督Narusawa Hideyuki、音楽Kosmo-catにより「Suganosuke-Reichel Special moovie world」が先行公開された[4]。
- AC部の安達亨と板倉俊介と3人組のVJユニットを結成。

### 2016年
- 東京ビッグサイトにて、3日間開催された「The 40th Japan Hobby Show2016」に、初のホイップアーティストアイコンとして、自身のブースを展示[5]。

### 2018年
- 美術年艦/BM/プラド美術館展　Vol.45 AUTUMN&WINTERにSuganosuke Reichelの手掛けたホイップ・アート作品『DECOランドセル』が掲載される。
- 文化人・芸能人の多才な美術展2018にて、Andy Warholと共にSuganosuke Reichelの「VJ用DECOマスク」がスペシャルブースにて展示される。

## ラジオ
- ラジオ番組ベイエフエム(BayFm) 菅原麗子の「Happy!電波Girl!!」(火曜24:30〜1:00) のメインパーソナリティー。2010年より2年間

## 著書
- 単行本「恋も幸せも手に入れる美人脳のつくり方—1日5分でスイッチオン!」（万来舎）2010年